# Јединство (новине)
Јединство је српски недељни лист са седиштем у Приштини. Најстарија је новинско-издавачка и штампарска кућа на Косову и Метохији. Након завршетка рата на Косову и Метохији, седиште се налази у Косовској Митровици.

## Развој
Покренут је у Призрену као гласило Обласног одбора Народног фронта Аутономне Косовско-метохијске Области. Први број је изашао 25. децембра 1944. године. У Призрену излази повремено, а од 1946. године излази у Приштини, најпре као недељник, а онда два пута недељно — понедељком и четвртком. Потом је орган Социјалистичког савеза радног народа Косова до његовог уједињења са Савезом комуниста Србије у Социјалистичку партију Србије 16. јула 1990. године. Од тада издавач Јединства је Установа за новинско-издавачку делатност Панорама.
Јединство је од почетка око себе окупљало српске културне ствараоце, писце, књижевне критичаре, сликаре, ликовне уметнике с Косова и Метохије, а објављивало је и књижевне преводе албанских и турских аутора. У оквиру листа, 1960. године, почиње да излази часопис Стремљења (први главни уредник Раде М. Николић, потом Вукашин Вук Филиповић), а готово у исто време штампа и прве књиге. Из те активности 1979. године настаје Издавачка делатност Јединства (први главни уредник Миленко Јевтовић), која је крајем осамдесетих година названа Григорије Божовић. Године 1978. покреће и часопис за науку и друштвена питања Обележја (први главни уредник Драгољуб Морачић).
Године 1977. Јединство, дневни лист на албанском Рилиндја, и лист на турском језику Тан, селе се у Дом штампе, монументалну бетонску грађевину намењену средствима информисања, где је Јединство добило три спрата, Рилиндја девет, Тан један, а на осталима су били Завод за уџбенике и наставна средства САП Косова и Комунист – издање за Косово. У приземљу је у огромном простору била смештена нова штампарија за књиге и новине са две ротације, у то време најмодернија на Балкану.
Од 25. маја 1977. године Јединство излази као дневни лист све до јуна 1999. године, до завршетка бомбардовања СР Југославије и потписивања Кумановског споразума. Од уласка НАТО трупа на Косово и Метохију лист излази повремено у Косовској Митровици, часопис Стремљења, такође повремено, у Београду, а Обележја се гасе. Издавачка делатност је редукована и одржава се у складу с тренутном материјалном ситуацијом НИЈП „Панораме”. Из Дома штампе у Приштини 1999. године од имовине и богате документације новинарима Јединства није ништа дозвољено да изнесу.
После 2000. године, у расејању, НИЈП „Панорама” се донекле стабилизује. Захваљујући напорима директора Светозара Влаховића и његовог заменика Раде Комазец, лист Јединство наставља да излази седмично, а часопис Стремљења четири пута годишње. У том периоду очувана је и издавачка делатност књига, као и традиционални Сусрети писаца Лазар Вучковић, на којима се додељује и књижевна награда која носи име песника Лазара Вучковића. Почетком 2016. године, Панорама постаје установа за новинско-издавачку делатност са седиштем у Београду и Косовској Митровици.

## Културна мисија
Јединство је од свог покретања пажњу поклањало култури. Тако већ 5. октобра 1945. године јавља да је у призренском Дому културе одржано књижевно вече на коме су учествовали: Фадиљ Хоџа (народни херој), Есад Мекули, Мишо Поповић, Митар Радусиновић (народни херој), Душан Томовић, Џафер Вокши, Величко Зоговић и Микељ Марку.
У другој половини 1953. године уводи рубрику за књижевност „Наши млади“, а с њом и „Пионирско Јединство”, намењено младима, а од 1. јануара 1956. године уведен је и хумористички додатак. Нова рубрика „Књижевни прилог“ покренута је 13. фебруара, 1956. године и објављивана једном месечно. Њу је потом заменио „Књижевни додатак“, који је, између осталог, имао и рубрику „Млади шиптарски приповедачи“, ради презентовања косовске албанске прозе широј југословенској читалачкој публици.
Од 1970. године Јединство организује књижевне Сусрете „Лазар Вучковић“, у знак сећања на свог новинара и песника Лазара Вучковића који се утопио у Охридском језеру, учествујући на Струшким вечерима поезије.
У оквиру Јединства, дуже од деценију, до 1990. године излазио је месечни часопис за децу Ђурђевак (главни уредник Мошо Одаловић“), Ауто мото ревија (уредник Ацо Ракочевић), Просветни лист, као и листови радних колектива - Амортизера и Биначке Мораве. Из културне рубрике Јединства, 1987. године, настаје културни додатак „Панорама” који излази до 1993. године.
Културна рубрика Јединства је окупљала велики број стваралаца - у њој су радили књижевници Раде М. Николић, Лазар Вучковић, Миливоје Лучић, Радослав Златановић, Даринка Јеврић, Драгољуб Збиљић, Мошо Одаловић, Радосав Стојановић, Слободан Костић, Драгомир Костић, Исмет Марковић, Мирко Жарић и сликари Петар Ђуза, Зоран Фуруновић и Шабан Абдула. Од 1960. године у листу је ликовни сарадник-илустратор Трајко Стојановић Косовац. Повремено своје текстове и вињете је објављивао и Вук Филиповић. 1990. године Јединство је објавило ревију „Три века сеобе Срба“ са текстовима познатих научних радника, у тиражу од сто хиљада примерака. Јединство је имало најстарији конкурс за новинску причу у ондашњој Југославији.
У време бујања албанског национализма и сепаратизма, као информативно и културно гласило, Јединство је имало незаменљиву улогу у информисању грађана и разоткривању разних псеудонаучних и великоалбанских теорија на Косову и Метохији.
Скупштина Републике Србије 1990. године доноси Закон о НИЈП „Панорами“ којим је, у оквиру те новинско-издавачке куће на Косову, увела лист Јединство, лист на турском језику Тан, лист на албанском Рилиндју и штампарију Грачаница, која се до тада звала Рилиндја. Рилиндја је одбила да буде у оквиру „Панораме“ и престала да излази. Уместо ње, изван „Панораме“, штампан је дневни лист на албанском Бујку.

## Издавање књига
Одмах по ослобођењу, на Косову и Метохији основана су два издавачка предузећа „Мустафа Бакија“ и „Миладин Поповић“ која помажу развој књижевности, нарочито албанске. Као прва поратна књига појављује се зборник поезије и прозе „Космет пише и пева“, у издању Обласног комитета народне омладине Србије за Косово и Метохију, у посебним издањима на српском и албанском језику, у Приштини, 1951. године. Уредници су Есад Мекули, Слободан Марковић и Вељо Тадић. Своје прилоге објављују: Есад Мекули (Метохијо, На путу, И ми смо људи, На Бледу, Шћиптар пева, Слободо, нисмо те познавали), Слободан Марковић, Алија Џоговић, Раде М. Николић, Бора Васић, Вељо Тадић, Момчило Лазић, Ремзије Цара, Миомир Ристић, Марк Краснићи, Хивзи Сулејмани, Коста Костић, Фадиљ Хоџа, Данило Николић (Дим над Стоговњачом), Бора Горкић, Вук Филиповић (Ујупове бразде) и Ситки Имами.
Издавачка делатност Јединства започиње 1960. године Први главни уредник у издавачкој делатности био је Драгољуб Стојадиновић, новинар Радио Приштине и књижевни критичар.
Издаваштво је започело објављивањем књиге Мите Миљковића „Знани и незнани“ и Рада М. Николића „Галебови у сутон“ (приче), а као четврта књига наредне године биће штампан роман Вука Филиповића „Стрма обала“, да би 1962. били објављени есеји Владете Вуковића „На међи времена“ и заједничка збирка песама Радослава Златановића, Лазара Вучковића и Божидара Милидраговића „Додир лета 1962“. До 1966. године објављено је осам књига косовско-метохијских аутора, међу њима и антологија „Новија шиптарска поезија“, коју је приредио Миливоје М. Лучић. Но, издавање књига интензивније креће од 1970. године, кад се око Јединства већ окупила група креативних људи, како из листа, тако и са Универитета у Приштини, па и других косовско-метохијских градова. 1980. године објављена је „Народна књижевност Срба на Косову“, у девет књига, које је приредио др Владимир Бован.
У времену између 1980. и 1995. године објављиваће просечно по двадесетак књига годишње, а у суиздаваштву још десетак. Издавачка делатност Јединства ће 1994. године променити назив у Григорије Божовић и биће под тим називом све до 1999. године. После изгона с Косова и Метохије, уз лист Јединство обнавља се и издавање књига, али под именом НИЈП „Панорама“.
Јединство је, објављујући годишње бар по једну књигу албанског писца не само с Косова и Метохије, доприносило њиховој афирмацији. Нема иоле познатијег албанског књижевника коме није објављена бар једна књига у овој кући почев од Исмаила Кадареа и Реџепа Ћосје до Агима Маље и Абдулаха Коњушевција.
До 1995. године објавиће овај издавач 667 наслова у неколико профилисаних библиотека: „Јединство“, „Обележја“, „Наука“ и „Божури“.
Уредници издавачке делатности Јединства били су: Миленко Јевтовић, Радослав Златановић, Петар Сарић, Јордан Ристић, Ацо Ракочевић и Радомир Стојановић. Тренутни главни и одговорни уредник листа Јединства је Рада Комазец.

## Одликовања
Указима председника СФРЈ Јосипа Броза Тита, Јединство је одликовано Орденом братства и јединства са сребрним венцем и Орденом братства и јединства са златним венцем.